# 天主教雅利斯教区
天主教雅利斯教區（拉丁語：Dioecesis Ialespolitana），是巴西一個天主教教區，位於聖保羅州西北部，包括四十六市。屬里貝朗普雷圖總教區。
教區成立於1959年12月12日，2006年教區有教友294,000人，佔總人口80.0%。有廿五個堂區、司鐸三十四人。現任教區主教為路易斯·德米特里·瓦倫丁。